# Inkluzív pedagógia

## Az inklúzió fogalma
Az inklúzió fogalma tágabb értelemben az adott közösségben lévő egyének sokszínűségének és bárminemű különbözőségének elfogadását és megbecsülését, és ezen keresztül az esélyegyenlőség biztosításának egyik legerősebb szintjét jelenti. Inkluzívnak tekinthetünk egy társadalmat, egy közösséget vagy egy intézményt is. Az inklúzióra, mint oktatás- és szociálpolitikai   eszközre, számos definíció érhető el.
Az  UNESCO meghatározásában az inklúzió „egy dinamikus szemlélet, mely képes a tanulók sokszínűségéből fakadó eltérő nevelési igényekre pozitívan reagálni. Továbbá egy inkluzív közösség az egyéni különbözőségekre, mint a tanulási folyamat mélyítését és gazdagodását elősegítő lehetőségként tekint.”

## Az inkluzív nevelés fogalmának alakulása – Európai tendenciák
Az inkluzív nevelés fogalma a 20-21. század folyamán jelentős módosulásokon esett át, értelmezési kerete folyamatosan tágult. A módszertan fejlődése és értelmezésének alakulása főként az angolszász és skandináv országok tapasztalataiban és kapcsolódó szakirodalmában érhető először tetten. A fogalom átértelmeződését az erősödő szülői érdekérvényesítés, majd később különböző nemzetközi egyezmények és együttműködések is katalizálták. Az inklúzió deklarált célja korábban főként a fogyatékkal élők befogadása, együttnevelése volt. A fejlett társadalmak felismerték, hogy e csoportok teljes mértékű befogadása nem csak a hátrányos helyzetűek, hanem a többségi társadalom javára is válik.
Az inklúzió célcsoportja a 20. század második felétől kezdve folyamatosan bővült. Inklúzió alatt először főként a fizikai és mentális fogyatékkal – élők, később a migránsok (inter-és multikulturális nevelés) és a hátrányos gazdasági-társadalmi státuszúak, és a sajátos nevelési igényű gyermekek együtt oktatását értették.
Mára az inkluzív szemlélet mindennemű címkézést és kategorizálást elvet és a másság, sokszínűség a hátrányos helyzettől független voltát ismeri fel. „Az iskola a diákot, mint önálló személyiséget tekinti a maga komplexitásában (többek között társadalmi, kulturális és egyéni adottságai mentén).”
A gyermekek közötti különbségekre az oktatásban inkább lehetőségként, semmint akadályozó tényezőként tekint. A gyakorlatban pedig az iskolától elvárja, hogy a tananyagot és a tanítási módszereket kellően rugalmasan alakítsa ahhoz, hogy ezekre az akár időben is változó igényekre megfelelően tudjon felelni.

## Inkluzív nevelés Magyarországon

### A fogyatékkal élők helyzete
Az inkluzív nevelés kérdése Magyarországon is sokáig főként a fogyatékkal élőfogyatékkal élő gyermekek oktatásával kapcsolatban merült fel. A 19. századra tehető a magyar gyógypedagógiai intézményrendszer kiépülésének kezdete. Noha a  gyógypedagógusok közül már ekkor is többen felismerték az integrált oktatás szükségességét, a fogyatékkal élők oktatása, fejlesztése vagy egyáltalán nem, vagy csak szegregált intézményekben valósult meg. A gyógypedagógia önálló tudománnyá válása révén egyre több különálló intézmény jött létre, amely tovább erősítette mind a közoktatás, mind a gyógypedagógiai nevelés szegregációs jellegét. Sőt, a gyógypedagógiai intézményekben ún. belső szegregáció is általánossá vált (lásd például különbségtétel a különböző fokú fogyatékok között - kisegítő és foglalkoztató iskolák).
A nemzetközi egyezmények az 1980-as évektől kezdve egyre inkább az inklúzió irányába mutattak és ez – főként a jogalkotásban – kihatott a magyar viszonyokra is. Jogi értelemben az integrált oktatás lehetőségét az 1993-as közoktatási törvény, illetve az 1998. évi a fogyatékos személyek esélyegyenlőségének biztosításáról szóló törvény teremtette meg. Bár történtek előremutató lépések (például az ún. utazótanárok, akik integrált oktatási körülmények között tanuló fogyatékkal élő gyermekeknek nyújtottak segítséget), Magyarországon a gyakorlatban sokáig főként a helyi korlátozott adottságok által vezérelt spontán vagy ún. rideg integrációról lehetett beszélni, mely a valóságban nem teremti meg az esélyegyenlőséget.

### A halmozottan hátrányos helyzetű és roma gyermekek helyzete
A mai oktatáspolitikai vitákban az inklúzió a halmozottan hátrányos helyzetűgyerekek helyzete miatt is kulcskérdés.  Az általános iskolába járó roma gyerekek (a hátrányos helyzet kiemelkedően magas a roma családok körében) közül például minden harmadik szélsőségesen szegregált oktatási körülmények között részesül csak nevelésben. 
Ahogy azt több kutatás is alátámasztja, ez a jelenség nem csak a lakóhelyi szegregációból fakad. Magyarországon ott is erőteljes az elkülönített oktatás, ahol elviekben megvan a lehetőség a különböző hátterű diákok kiegyensúlyozott iskolai részvételére.
Ezzel egy időben, nemzetközi mérések alapján elmondható, hogy a magyar oktatási rendszer a világ országai közül az egyik legcsekélyebb mértékben képes az iskolát készségbeli hátrányokkal megkezdő gyermekek oktatási és munkaerő-piaci esélyeit javítani.
Az inkluzív nevelés így kulcsfontosságú eszköz lehet a hátrányok csökkentéséhez és a felzárkóztatás gyorsításához.
Bár Magyarországon az inkluzív oktatási módszereket alkalmazó intézmények száma elenyésző, több sikeres programról és példaértékű tapasztalatról is be lehet számolni e téren (lásd például az Integrációs Pedagógiai Rendszer állami kezdeményezés, a Hejőkeresztúri IV. Béla Általános Iskola által alkalmazott Komplex Instrukciós Program, vagy a szegedi és a hódmezővásárhelyi deszegregációs mentorprogramok tapasztalatai.

### Inkluzív pedagógiai módszerek
Az inkluzív pedagógia egy alapvető szemléletváltást feltételez, melynek során az iskola, a kapcsolódó intézményrendszer, valamint a tágabb lakóközösség olyan módon alakul át, hogy az a gyerekek egyéni és időben dinamikusan változó nevelési szükségleteire felelni tudjon. Az iskola tananyagán és tanítási módszertanán keresztül épít a diákok különböző identitására, tudására, képességeire. A sokszínűség és különbözőségek elfogadása érdekében szükséges a pedagógusok szakmai felkészítése és pályájukon átívelő támogatása. Az inkluzív nevelési szemlélet minden esetben szoros együttműködésen alapul az oktatáshoz kapcsolódó érintettek között (tanár, diák, szülő, orvosok, gyógypedagógusok, stb.), valamint gondosan kidolgozott és tesztelt minőségbiztosítási rendszert feltételez.
Az inkluzív nevelés lényege, hogy azt a helyi igényekhez igazodva alakítsák ki, de akadnak módszerek, melyek minden, a befogadó nevelés mellett elköteleződő iskola működésének alapját képezik:
- Heterogén összetételű tanulói közösségek (óvodák, iskolák, osztályok).
- Befogadó, egymást segítő és támogató légkör biztosítása
- Kooperáció, együtt-tanulás és együtt-nevelés
- Pozitív egymásrautaltság elve: tanulás kooperáción keresztül valósul meg, melyben az eredmények eléréséhez csapatmunka szükségeltetik
- Frontális oktatás, passzív hallgatás helyett interaktív, kreatív tanulási formák
- Tudásszerzés: előzetes tudására és képességekre, erősségekre építve, erőforrásaik maximális kihasználásra kerüljenek
- Társas képességek fejlesztése
- Élményekre építő tudásszerzés
- Az eredmények nyilvános bemutatásának gyakorlása (kis/nagycsoportokban, tanár, értékelések)
- Egyenlő részvétel (egyenlő eséllyel járul hozzá a tudás-létrehozáshoz) és egyenlő hozzáférés – esélyegyenlőség
- Egyéni felelősségvállalás és számon kérhetőség elve (kis feladatok, kis felelősségek felruházása a gyerekekre)
- A tanárok és a kapcsolódó intézményi környezet, segítő szakemberek (óvoda, védőnő, orvos, pszichológus, terapeuta, gyógytornász, logopédus, stb.) hatékony együttműködése, egymás munkájának támogatása.

### Az inkluzív nevelés szintjei
A fogyatékkal élők integrált oktatásában a következő formákat és szinteket különböztetjük meg:
- lokális integráció: fizikailag ugyanabban az intézményben, de elkülönített csoportokban zajlik a hátrányos helyzetűek oktatása a többségi tanulói közösségektől (rideg integráció)
- szociális integráció: a nevelés központi egységei szegregált formában, de bizonyos kiegészítő – tanórán kívüli – foglalkozások integráltan történnek
- funkcionális integráció: a hátrányos helyzetű és a többségi tanulók nevelése együttesen történik. A funkcionális integrációnak két fokozatát különbözteti meg:

1. „fogadás”: azaz integráció, melyben a hátrányos helyzetű tanulók nevelése bár együttesen történik, az iskola, a tanári kar módszertanait tekintve alapjaiban nem idomul az eltérő szükségletekkel rendelkező tanulói közösséghez. Ebben az esetben a hátrányos helyzetű gyermekek jelenlétének elfogadásáról, de a tanítási módszerek esetleges alakításáról lehet csak beszélni.
2. „Befogadás”,mely már az integráció legmagasabb formáját, az inkluzív nevelést jelenti.